# Vierzy
Vierzy és un municipi francès situat al departament de l'Aisne i a la regió dels Alts de França. L'any 2007 tenia 421 habitants.

## Demografia

### Població
El 2007 la població de fet de Vierzy era de 421 persones. Hi havia 138 famílies de les quals 24 eren unipersonals (12 homes vivint sols i 12 dones vivint soles), 39 parelles sense fills, 71 parelles amb fills i 4 famílies monoparentals amb fills.
La població ha evolucionat segons el següent gràfic:
Habitants censats

### Habitatges
El 2007 hi havia 184 habitatges, 148 eren l'habitatge principal de la família, 16 eren segones residències i 20 estaven desocupats. 167 eren cases i 17 eren apartaments. Dels 148 habitatges principals, 89 estaven ocupats pels seus propietaris, 58 estaven llogats i ocupats pels llogaters i 1 estava cedit a títol gratuït; 1 tenia una cambra, 8 en tenien dues, 26 en tenien tres, 56 en tenien quatre i 58 en tenien cinc o més. 88 habitatges disposaven pel capbaix d'una plaça de pàrquing. A 61 habitatges hi havia un automòbil i a 73 n'hi havia dos o més.

### Piràmide de població
La piràmide de població per edats i sexe el 2009 era:
| Homes | Edats   | Dones |
| ----- | ------- | ----- |
| 0     | 95 o +  | 0     |
| 0     | 90 a 94 | 0     |
| 0     | 85 a 89 | 0     |
| 0     | 80 a 84 | 8     |
| 4     | 75 a 79 | 0     |
| 12    | 70 a 74 | 4     |
| 4     | 65 a 69 | 16    |
| 4     | 60 a 64 | 12    |
| 0     | 55 a 59 | 4     |
| 4     | 50 a 54 | 0     |
| 20    | 45 a 49 | 12    |
| 12    | 40 a 44 | 12    |
| 32    | 35 a 39 | 20    |
| 12    | 30 a 34 | 24    |
| 12    | 25 a 29 | 12    |
| 8     | 20 a 24 | 8     |
| 20    | 15 a 19 | 8     |
| 24    | 10 a 14 | 24    |
| 20    | 5 a 9   | 32    |
| 16    | 0 a 4   | 16    |

## Economia
El 2007 la població en edat de treballar era de 270 persones, 199 eren actives i 71 eren inactives. De les 199 persones actives 164 estaven ocupades (101 homes i 63 dones) i 36 estaven aturades (15 homes i 21 dones). De les 71 persones inactives 19 estaven jubilades, 23 estaven estudiant i 29 estaven classificades com a «altres inactius».

### Ingressos
El 2009 a Vierzy hi havia 151 unitats fiscals que integraven 417 persones, la mediana anual d'ingressos fiscals per persona era de 14.690 €.

### Activitats econòmiques
Dels 5 establiments que hi havia el 2007, 2 eren d'empreses de construcció, 1 d'una empresa de transport, 1 d'una empresa de serveis i 1 d'una entitat de l'administració pública.
Els 2 serveis als particulars que hi havia el 2009 eren guixaires pintors.
L'any 2000 a Vierzy hi havia 5 explotacions agrícoles que ocupaven un total de 1.000 hectàrees.

## Equipaments sanitaris i escolars
El 2009 hi havia una escola elemental integrada dins d'un grup escolar amb les comunes properes formant una escola dispersa.

## Poblacions més properes
El següent diagrama mostra les poblacions més properes.